# دورغان
دورغان (به لاتین: Durğan) یک منطقه مسکونی در جمهوری آذربایجان است که در شهرستان لریک واقع شده است. دورغان ۴۴۱ نفر جمعیت دارد.

## ریشه واژه
ریشه نام این روستا تالشی است و برخی آن را اشاره‌ای به داغن‌ها (گروهی از پیروان آیین زرتشتی) می‌دانند. برخی نیز آن را از ریشه دول به‌معنی حفره یا مکان عمقی و ان که پسوند مکان است می‌دانند و معنای کامل آن را مکان عمیق و حفره‌دار و دره‌ای می‌دانند.